# 임도혁
임도혁(1992년 10월 10일 ~ )은 대한민국의 가수이다.

## 방송 출연
- 《슈퍼스타K 6》 (2014년, Mnet)
- 《불후의 명곡 - 전설을 노래하다》 (2016년, KBS2)
- 《구조신호 시그널》 (2018년, TV조선)
- 《미스터리 음악쇼 복면가왕》 (2018년, MBC)
- 《마이 보이프렌드 이즈 베러》 (2022년, Mnet)

## 음반

### 싱글
- "연가(戀歌)" (2014)
- "사랑이란 말" (2016)
- "Hate Christmas" (2016)
- "바램" (2018)
- "윙윙" (2019)
- "이별이란 게 뭐라고" (2019)
- "일상의 행복: (2021)

### OST
- 《달의 연인 - 보보경심 려 OST Part 13》 (2016년)
- 《엽기적인 그녀 OST Part 5, 6》 (2017년)
- 《의문의 일승 OST Part 1》 (2017년)
- 《그녀로 말할 것 같으면 OST Part 6》 (2018년)
- 《강남스캔들 OST Part 3》 (2019년)
- 《슬플 때 사랑한다 OST Part 2》 (2019년)
- 《녹두꽃 OST Part 7》 (2019년)
- 《안녕, 모모 OST Part 7》 (2019년)